# Damalis beta
Damalis beta är en tvåvingeart som först beskrevs av H. Oldroyd 1960.  Damalis beta ingår i släktet Damalis och familjen rovflugor.
Artens utbredningsområde är Madagaskar. Inga underarter finns listade i Catalogue of Life.